# Czepiele (obwód lwowski)
Czepiele (ukr. Чепелі) – wieś na Ukrainie w rejonie złoczowskim należącym do obwodu lwowskiego.
Do 2020 w rejonie brodzkim. 

## Położenie
Właścicielem dóbr ziemskich Czepiele był m.in. hrabia Włodzimierz Dzieduszycki. Na podstawie Słownika geograficznego Królestwa Polskiego i innych krajów słowiańskich: Czepiele to wieś w powiecie brodzkim, ćwierć mili na południe od Pieniak.